# ADEMA-PASJ
Die Alliance pour la Démocratie en Mali-Parti Pan-Africain pour la Liberté, la Solidarité et la Justice, ADEMA-PASJ ist eine sozialistische politische Partei in Mali.

## Geschichte
Am 25. Oktober 1990 vereinigten sich politische Gegner der Diktatur Moussa Traorés als ADEMA. Diese Überorganisation enthält folgende Unterorganisationen:
- Die Sudanesische Union (Soudanaise-Rassemblement Démocratique Africain, US-RDA), Partei des ehemaligen  Modibo Keïta
- Die Malische Partei für Revolution und Demokratie (le Parti malien pour la révolution et la démocratie, PMDR)
- Die Malische Partei für Arbeit (Parti malien du travail, PMT), eine Marxistisch-Leninistische Organisation
- Die Malische demokratische Front (le Front démocratique et populaire malien, FDPM), bestehend überwiegend aus malischen Emigranten und politischen Exilanten[1]

Die ADEMA zieht auch viele Unterstützer ohne vorrangige politische Zugehörigkeit an.
Am 25. Mai 1991, nachdem das Regime von Moussa Traoré von General Amadou Toumani Touré gestürzt wurde, transformierte die ADEMA sich in eine politische Partei und nahm den Namen ADEMA-Parti Africain pour la Solidarité et la Justice an.
1992 dominierte die ADEMA-PASJ die Wahlen im Februar und März und gewannen 76 von 116 Sitzen in der Malischen Nationalversammlung. Ihr Kandidat für das Präsidentenamt, Alpha Oumar Konaré, wurde Präsident der Republik. Die ADEMA-PASJ setzte die Regierung in der folgenden Dekade fort und Konaré wurde 1997 nach einem Boykott der Wahlen wiedergewählt.
Zum Ende der zweiten Legislaturperiode Konarés, spaltete sich die ADEMA-PASJ über die Frage der Nachfolge des Präsidenten, wobei Ibrahim Boubacar Keïta die Partei im Oktober 2000 die Partei verließ und die Bewegung für Mali zu gründen. Der ehemalige Premierminister Mandé Sidibé verließ die Partei ebenfalls, um für das Amt des Präsidenten zu kandidieren.
2002 war Soumaïla Cissé der offizielle Präsidentschaftskandidat der ADEMA-PASJ. Er gewann 22,7 % der Stimmen in der ersten Runde der Präsidentschaftswahlen am 28. April und wurde in der zweiten Runde von Amadou Toumani Touré geschlagen, wobei jener 35,7 % der Stimmen gewann. In den Parlamentswahlen am 14. Juli 2002, gewann die Partei 45 von 160 Sitzen. 6 zusätzliche Sitze wurden von Partnern der Allianz für Republik und Demokratie gewonnen.
Die ADEMA-PASJ stellte Touré zur Wiederwahl in den Präsidentschaftswahlen im April 2007 auf. Dies wurde allerdings abgelehnt von dem Vizepräsidenten der Partei, Soumeylou Boubèye Maïga, der konsequenterweise aus der Partei ausgeschlossen wurde. In den Parlamentswahlen im Juli 2007 gewann die ADEMA-PASJ 51 von 147 Sitzen und damit mehr als jede andere Partei. Bei den insgesamt 16 gewählten Parteien und Einzelkandidaten folgten die Union pour la république et la démocratie (URD) mit 34, Indépendant mit 15 und RPM mit 11 Sitzen.
Das Motto der ADEMA-PASJ ist „Arbeit-Solidarität-Gerechtigkeit“; ihr Symbol ist die Biene. Der momentane Parteipräsident ist Tiémoko Sangaré (Stand 2016).
Die ADEMA-PASJ ist ein Vollmitglied der Sozialistischen Internationale.